# Aphria servillii
Aphria servillii är en tvåvingeart som beskrevs av Robineau-desvoidy 1830. Aphria servillii ingår i släktet Aphria och familjen parasitflugor.
Artens utbredningsområde är Frankrike. Inga underarter finns listade i Catalogue of Life.